# 베르사이유의 장미
《베르사이유의 장미》(ベルサイユのばら 베루사이유노바라[*])는 일본의 만화가인 이케다 리요코가 창작한 만화이다.
1972년부터 1973년까지 일본 슈에이샤의 소녀 만화 잡지 《주간 마가렛》에 연재되었으며, 혁명 전후의 프랑스를 배경으로 하고 있다. 오스트리아의 역사 소설 작가 슈테판 츠바이크의 《마리 앙투아네트 베르사유의 장미》(독일어: Marie Antoinette. Bildnis eines mittleren Charakters)에서 아이디어를 얻었다.
1979년부터 1980년까지 애니메이션으로 제작되어 총 40편으로 방영되었다. 원래 애니메이션 감독은 데자키 오사무가 맡기로 되어 있었으나 원작자 이케다 리요코와의 이견 충돌로 1화에서 18화까지 나가하마 다다오가 감독을 맡았다. 그러나 애니메이션이 의도치 않은 방향으로 흘러가자 이케다 리요코가 데자키 오사무에게 사과하여 19화부터 41화까지 데자키 오사무가 감독을 하였다. 1974년부터 여성들만 출연하는 노래극인 다카라즈카 가극으로도 상연되고 있다.
배경이 된 프랑스에서도 인기를 얻어 1974년에 영화 《쉘부르의 우산》(프랑스어: Les Parapluies De Cherbourg)의 자크 데미(Jacques Demy) 감독이 《레이디 오스카(Lady Oscar)》이란 영화로 만들기도 했으나 흥행 성적은 좋지 않았다.
대한민국에서도 1980년대 해적판으로 만화판이 발행되었고, 1993년 한국방송공사에서 애니메이션이 방영되었다. 2011년에는 EBS에서도 방영하였으며, 성우진은 KBS와는 달리 전부 교체되었다. 정식 한국어판은 대원씨아이에서 2001년에 발행하였다. 2009년 외전 포함 총 9권으로 완전판이 발행되었다.

## 줄거리

### 요약 설명
줄거리는 주인공 오스칼이 절대 왕정 하에서 비참하게 생활하는 프랑스 민중의 현실을 깨닫고 혁명에 동참하는 이야기를 중심으로 진행된다. 또 다른 주요 줄거리는 마리 앙투아네트와 페르젠의 사랑 이야기다. 목걸이 사건과 폴리냑 백작 부인의 등장은 바스티유 감옥 습격사건과 더불어 줄거리의 개연성을 더해주며, 허구의 인물인 오스칼과 동료들은 각자 이런 역사적 사건에 나름의 해석을 내리는 모습을 보여주기도 한다.

### 설명

#### 오스칼의 유년 시절
사회의 모순을 경험하는 민중들에 의해 시민 혁명이 일어나기 직전의 프랑스. 오스칼은 아들을 원했던 아버지에 의해 어릴 적부터 남장을 하고 검술과 승마를 익힌다. 오스칼의 호위이자 몸종인 앙드레는 오스칼 유모의 손자로 어릴 적부터 오스칼의 검술 상대를 하며 신분의 차이는 있었지만 친한 친구로 지낸다.

#### 근위대장 복무
오스칼은 프랑스 왕가의 근위대장으로 복무하면서 어린 나이에 시집온 황태자비 마리 앙투아네트를 섬기는 일을 맡는다. 그 즈음, 마리 앙투아네트는 프랑스에 유학 온 스웨덴 귀족 페르젠과 사랑에 빠진다. 둘의 관계를 지켜보던 오스칼은 루이 15세가 천연두로 서거한 후, 왕비로 등극한 마리 앙투아네트가 스캔들에 휘말릴 것을 염려해 페르젠에게 국외로 떠날 것을 요청한다.
페르젠이 미국 독립 전쟁에 참전하러 프랑스를 떠나자 마리 앙투아네트는 상사병에 걸리고 만다. 왕비는 값비싼 보석과 드레스를 사들이고 매일 밤 가장 무도회에 도박까지 손대며 애인에 대한 그리움을 채우려고 한다. 그러나 왕비의 사치는 세금을 더욱 과중하게 만들었고 프랑스 민중들은 교회에 바치는 십일조와 세금 모두를 내느라 기아에 허덕여야 했다. 마리 앙투아네트 왕비의 어머니 마리아 테레지아 여제도 화려한 드레스로 자신을 꾸민 딸의 천박한 모습을 보면서 걱정한다.

#### 프랑스 대혁명
바스티유 감옥의 포대가 시가지를 향한 것을 보면서 불안해 하던 파리 시민들이 1789년 7월 14일, 바스티유 감옥을 습격하면서 프랑스 대혁명이 일어난다. 그러나 군대의 규칙과 법으로 엄격하게 훈련된 정부군에 비해서, 상대적으로 덜 조직적이고 화력에서 열세였던 시민들은 정부군의 진압에 밀리게 되고, 이것을 본 오스칼과 파리 위병대는 군인으로서의 지위를 이용하여 시민들이 조직적으로 싸울 수 있게 돕는다. 전투 도중 오스칼은 총탄에 맞아 전사하고 앙시앵 레짐의 상징인 바스티유 감옥은 시민들에게 함락된다.
이후 혁명의 불길은 베르사유 궁전까지 번져, 시민들은 증오의 대상인 마리 앙투아네트와 왕실 가족을 잡으려 혈안이 된다. 왕과 왕비는 파리에서 반 연금 생활을 하다 국외 탈출(바렌느 사건)을 시도하지만 실패하고 결국 단두대에서 처형된다.

## 등장인물

### 주요 인물
- 오스칼 프랑소와 드 자르제(Oscar François de Jarjayes)

씩씩한 여장부이다. 딸만 있는 백작 집안에서 태어나, 군인인 아버지 자르제 프랑스 육군 대령이 검술을 가르치는 등 따님을 아들처럼 키웠다. 씩씩한 아들을 키우고 싶었던 욕심을 따님인 오스칼에게 투영한 것. 만나는 사람마다 아름답다는 말을 빼놓지 않을 정도로 남녀노소, 사회계급을 막론하고 사랑을 받는 미녀. 또한 검술, 사격, 승마 등 무인으로서의 능력은 기본이고 프랑스어, 영어, 독일어, 동아시아의 한자처럼 학식이 깊은 엘리트들이 쓰는 학문언어인 그리스어, 라틴어 등 6개국어 능력과 바이올린, 피아노, 콘트라베이스 등 악기도 잘 다루는 등 팔방미인. 동전 한 닢 가지고 다니지 않을 정도로 청렴결백하며, 낮은 신분의 사람들을 도와주는 따뜻한 성품을 지녔다. 백작 집안 출신의 군인으로 사관학교를 조기 졸업하고, 근위대장 시절 황태자비인 마리 앙투아네트와 가까운 친구 사이가 되었으며, 천연두로 승하한 시아버지 루이 15세의 첩이 성매매 여성출신이라는 사실에 깊은 혐오감을 느끼는 마리를 보면서 '이분은 여왕으로서 기품이 있으시다'라고 감탄했다. 로잘리의 첫사랑이며, 부하 군인인 제로델의 짝사랑 상대이다.
마리 앙투아네트의 총애로 근위연대장이자 여백작 지위로 임명되지만, 흑기사 사건 이후 사임하고 프랑스 위병대로 옮긴다. 한때 페르젠을 짝사랑을 했지만, 단념하고 후에 항상 자신의 곁에 있던 앙드레를 사랑한단 걸 깨닫는다. 군법을 존중하는 강직한 군인이지만, 안하무인인 귀족들을 "귀족이 평민들에게 본을 보이지 못한다","철없는 어린이를 죽이다니"라며 비판할 정도로 싫어하고, 평민들의 피폐한 생활을 겪게 된 후 아버지와 갈등하다 프랑스 평민의 비참한 현실을 깨닫고 혁명에 가담한다. 바스티유 습격 당시 혁명군 편에서 포격을 지휘하다가 적군이 쏜 총탄에 전사한다.
- 앙드레 그랑디에(André Grandier)

자르제 가문의 하인으로, 오스칼을 돌봐온 유모의 손자이다. 오스칼과는 어릴 적부터 같이 자라 신분은 다르지만 친구처럼 지내왔다. 신분의 차이 때문에 오스칼을 사랑하는 마음을 숨기고 곁에 머물면서 함께한다. 흑기사 사건 때 오스칼을 대신해 가짜 흑기사 역을 하다 한쪽 눈을 실명하고 결국 양쪽 눈 모두 실명한다. 애니메이션에서는 오스칼은 앙드레가 실명한 것을 알고 있었고, 앙드레도 이를 느끼지만 서로 모르는 척 해주는 장면이 있다. 앙드레의 초상화를 화가가 그려서 가져왔는데, 이를 본 앙드레가 보이지도 않으면서도 감상하는 척하고, 오스칼은 앙드레가 마음이 상할까봐서 눈물을 흘리며 맞장구를 쳐 주는 선의의 거짓말을 한 것이다. 오스칼이 위병대로 옮기자 자신도 위병대에 입대한다. 앙드레의 사랑은 결국 오스칼에게 받아들여져 둘만의 결혼식을 올리지만 혁명에 가담하다가 적군의 총탄에 맞아 전사한다.
- 마리 앙투아네트(Marie Antoinette)

오스트리아 마리아 테레지아 여제의 막내 공주. 다정한 성격이지만 철이 없다. 어린 나이에 정략 결혼으로 프랑스 왕가에 시집와 앞으로 닥칠 운명을 예견하듯 첫날부터 문화적인 차이로 갈등을 겪는다. 남편인 루이 16세에게 그다지 사랑을 느끼지 못하다가, 스웨덴 귀족 페르젠과 밀회를 하기도 한다. 비참한 생활을 하던 프랑스 민중들에게 외국인이자 여성인 마리는 증오심의 표적이 되고, '목걸이 사건'을 계기로 증오는 극에 달한다. 혁명이 발발한 후 탕플 탑에 갇혀 있다가 단두대에서 시민들이 지켜보는 가운데 사형을 당했다. 오스칼과는 친구 사이로, 오스칼이 논리적인 제안을 하면 귀담아 듣는다. 귀족들이 자신들의 수탈로 비참한 삶에 빠진 민중들의 처지를 알게 될 것을 두려워하여 알현을 금한 적이 있다. 오스칼은 언권을 청한 뒤 "두 분이 알현을 하셔서 민중들의 이야기를 귀담아 들으신다면 민중들이 두 분을 존경할 것입니다."라고 제안하자, 마리와 루이 16세는 오스칼의 말을 존중하여 민중들을 만난다.
- 한스 악셀 폰 페르젠(Hans Axel von Fersen)

마리 앙투아네트의 정부. 한때 오스칼의 첫사랑이기도 하다. 스웨덴의 귀족으로 유학차 프랑스를 방문했다가 가장무도회에서 마리 앙투아네트와 사랑에 빠진다. 마리 앙투아네트가 왕비가 되자 스캔들을 피해 프랑스를 떠나 미국 독립 전쟁에 참전하지만 후에 돌아와 왕당파로서 왕비의 곁을 지킨다. 왕비가 죽은 후 민중을 증오하여 독재를 하다가 혁명이 일어나 민중에게 피살된다.

### 주변 인물
- 플로리안 빅토르 클레망 드 제로델 (Florian Victor Clement de Gerodelle)

근위대 소속의 백작집안 출신이자, 오스칼의 보좌관.
오스칼보다 2살 연하다. 애니메이션에서는 여자와의 근위대장직을 두고 대결하는 걸 찜찜해 여기나 오스칼이 (근위대장을 하고 싶지 않으면서 무인으로서의 명예를 지키기 위해) 먼저 검술 대결을 신청하지만 제로델이 패해서 루이 15세에게 오스칼이 근위대장을 해야한다고 강력하게 요청한다. 반면 만화책에서는 어릴때 오스칼에게 키가 작다는 말로 자존심 상했고, 오스칼이 사관학교에 들어간단 소식을 듣고 제로델이 먼저 검술 대결 신청했지만 제로델이 패했다. 초반에비중이 없었지만 중반에 들어서 오스칼에게 청혼을 한다. 오스칼을 처음 봤을 때부터 반했던 듯하다. 만화책에선 아버지 자르제 장군은 반색을 하며 기뻐하고 오스칼도 (청혼하는 귀족들을 물리치려고 무도회 망친 후) 조금은 마음이 흔들리고 키스까지 갈 뻔 했다가 오히려 앙드레에 대한 마음을 깨닫고 거절한다.
애니메이션에서는 틈만 나면 오스칼을 찾아와 청혼하지만 오스칼은 한결같이 단호하게 거절한다. 애니메이션에서나 만화책에서나 똑같이 오스칼의 거절에 물러나지만 후에 반역자와 반역자를 잡으러 온 왕실 근위대 소속 무관으로 다시 만나게 된다. 오스칼에게 거절을 당했지만 오스칼을 계속 사랑해서 당신에게 손을 대느니 차라리 반역자가 되겠다고, 지금 물러가는 것은 당신에 대한 단 하나의 사랑의 증표라며 검을 거두고 퇴각했다. 에피소드편에서 밝혀진 바에 따르면 다른 나라로 잠시 도피했다가 페르젠의 여동생 소피가 말리는데도 오스칼이 혁명에 참가한 이유를 알기 위해 프랑스로 돌아왔다가 단두대에 처형된 것으로 보인다.
- 로잘리 라 몰리에르(Rosalie La Morlière)

귀족 부인의 마차에 치어 어머니가 죽자 어머니의 복수를 결심한다. 로잘리의 어머니는 죽기 전 로잘리의 친어머니가 '마르티느 가브리엘'이라는 귀족 부인이라는 유언을 남긴다. 오스칼의 어머니를 어머니의 원수로 착각하여 복수를 하려 하지만 오스칼에게 저지당한다. 사정을 들은 오스칼은 로잘리의 양어머니의 원수를 찾는 동시에 로잘리의 친어머니를 찾는 것을 돕기로 한다. 자르제 가에 머물면서 오스칼에게 사랑을 느끼기도 한다. 오스칼과 함께 간 사교파티에서 양어머니의 원수가 폴리냑 백작 부인이라는 것을 알게 된다. 사실 마르티느 가브리엘은 폴리냐크 백작부인의 옛 이름으로, 백작부인은 로잘리의 원수인 동시에 친어머니였다. 진실을 알게 된 로잘리는 자르제 가를 떠나고, 베르나르 샤틀레의 아내가 된다.
- 폴리냐크 백작 부인(Duchess Julie de Polignac)

궁정 가수로 마리 앙투아네트의 환심을 산 뒤 권력을 손에 쥔다. 로잘리 양어머니의 원수이지만 로잘리의 친어머니이기도 하다. 자신의 궁정 내 세력을 넓히기 위해 어린 딸 샤를로트를 롤랑공드과기결혼시키려 하지만 샤를로트의 자살로 실패로 돌아간다. 또다른 딸인 로잘리를 협박하여 자신의 집으로 데려오지만 로잘리가 달아나는 바람에 이용하는 데는 실패한다. 후에 마리 앙투아네트가 멀리해서 권력이 약화된다.
- 잔 발루아 드 라 모트(Jeanne Valois de la Motte)

로잘리 양어머니의 친딸로 로잘리의 이복 언니이자, '목걸이 사건'을 일으킨 주범이다. 로잘리와 함께 자랐으나 가난에 환멸을 느껴 집을 나온다. 거리에서 불랭빌리에 후작 부인(Marquise Boulainvilliers)을 만나, 그녀에게 자신이 발루아 가의 핏줄이라고 하고 후작 부인의 집에서 보살핌을 받게 된다. 후작 부인의 호의로 교양을 익힌 잔은 결혼을 약속한 니콜라스와 함께 집에 불을 질러 후작 부인을 살해하고 유서를 조작해 유산을 손에 넣는다. 돈으로 백작 부인의 작위를 산 잔은 궁정에 출입하게 되지만 왕비의 관심을 끄는 데에는 실패한다. 이후 왕비의 친구라는 거짓말로 로앙 추기경을 속여 160만 리브르에 달하는 다이아 목걸이를 손에 넣지만 결국 사기 행각이 들통나 체포된다. 법정에서 유죄를 선고받고 투옥되지만 후에 탈옥하여 외국에서 회고록을 내 논란을 불러일으킨다. 그 뒤, 오스칼이 있는 근위대에 의해 체포될 위기에 처하자 니콜라스가 폭탄을 터트려 함께 죽게된다.
- 니콜라스 드 라 모트(Nicolás de la Mott)

잔의 남편. 오스칼의 지휘를 받는 군인이었으나 불성실한 태도로 오스칼의 눈총을 받았다. 아내인 잔과 함께 각종 악행을 저지르다 죽음을 맞는다.
- 루이 16세(Louis XⅥ)

마리 앙투아네트의 남편. 루이 15세의 손자로 마리 앙투아네트와 결혼할 당시에는 황태자의 신분이었다. 할아버지의 죽음으로 프랑스의 국왕이 된다. 국왕으로서의 책임감이 있어서 루이 15세의 서거가 임박하자 매우 두려워한다. 왕비와는 달리 검소하고 소박한 성품을 지녔지만 우유부단한 면모도 있다. 프랑스 혁명으로 단두대에서 처형된다.
- 알랭 드 수아송(Alain de Soisson)

몰락한 귀족출신 프랑스 민병대 병사로 일반 병사들 사이에선 리더 역할을 하고 있다. 다혈질적인 성격으로 처음에는 귀족 여자인 오스칼을 상관으로 인정하지 않으며 비아냥대고 깔보지만, 상관의 명령을 따르지 않는 병사들을 처벌하지 않고,  총살형에 처하게 될 때 구해주고, 민중의 마음을 헤아리는 오스칼을 사랑하게 된다. 애니메이션에서는 혁명 이후 농사지으며 묵묵히 사는 것으로 묘사되어 있다. 반면 프랑스 혁명 이후 나폴레옹 제정까지를 다룬 작가의 후속작 《에로이카의 사랑을 담아서》에서는 계속 프랑스 위병 장교로 복무하며, 로잘리가 다른 여자를 소개시켜 주려해도 거절하며 오스칼을 잊지 못하고 죽을 때까지 독신으로 살아가는 순정적인 모습을 보여준다. 처음에는 나폴레옹을 지지하고 그를 따랐으나 그가 독재의 길을 걷자 베르나르와 함께 암살에 나섰다가 목숨을 잃는 것으로 묘사된다.
- 베르나르 샤틀레(Bernard Châtelet)

파리의 신문 기자로, 귀족의 사생아이다. 귀족을 증오해 무도회를 노려 보석 등을 훔치는 흑기사로 활약하나, 오스칼에게 체포된 이후, 그를 대하면서 귀족에 대한 편견을 바꾸게 된다. 오스칼의 도움 요청에 도와주기도 하며, 후에 로잘리와 결혼하게 된다. 카미유 데물랭을 모델로 한 인물로 알려져 있다.
- 생 쥬스트 (Saint-Just)

로베스피에르를 숭배하는 젊은 혁명가. 과격한 자코뱅당원이었던 것으로 유명하지만 만화책 내에서는 베르나르 샤틀레의 집에 숨어사는 식객 정도로만 등장한다. 하지만 애니메이션에서는 오스칼을 죽이려하거나 오스칼의 아버지인 자르제 백작에 총을 쏘는 등 온갖 악한 짓을 다한다.
- 루이 드 로앙 추기경(Cardinal de Rohan)

스트라스부르의 명문 출신이나 로마 가톨릭 고위 성직자로서는 지나치게 방탕한 성격인 탓에 여제 마리아 테레지아는 그를 대단히 혐오하고 있었고 그 영향으로 딸인 마리 앙투아네트도 그를 멀리했다. 당시 로앙은 왕비의 환심을 사고 싶었지만 이미 마리 앙투아네트의 미움까지 받고 있었기 때문에 어떻게든 왕비의 마음을 돌리고 싶어했고, 결국은 잔느의 회유에 넘어가 목걸이 사건에 휘말리지만 무죄판결을 받는다. 프랑스 대혁명 이전 프랑스 교회의 타락상을 보여주는 상징적 인물.
- 나폴레옹 보나파르트(Napoléon Bonaparte)

프랑스군 위병으로 코르시카섬 출신 에니에서는 등장하지 않았지만 만화책에서는 오스칼과 잠시 스치는 장면이 나온다. 후에 그는 프랑스의 황제가 되는데 오스칼은 그가 제왕의 눈을 가졌다는 걸 알아봤다.

## 단행본 부제
| 차례  | 부제(한국어판)                | 원제                       |
| ----- | ----------------------------- | -------------------------- |
| 제1권 | 새로운 운명의 소용돌이 속으로 | 新しい運命のうずの中に     |
| 제2권 | 영광의 보좌에 도취되어        | 栄光の座によいしれて       |
| 제3권 | 용서받지 못할 사랑            | ゆるされざる恋             |
| 제4권 | 흑기사를 잡아라               | 黒い騎士をとらえろ         |
| 제5권 | 오스칼의 고뇌                 | オスカルの苦しみ           |
| 제6권 | 타오르는 혁명의 불꽃          | 燃えあがる革命の火         |
| 제7권 | 아름다운 사랑의 맹세          | 美しき愛の誓い             |
| 제8권 | 천국에 가다                   | 神にめされて(1972)         |
| 제8권 | 천국에 가다                   | みずからの選んだ道を(1994) |
| 제9권 | 참혹한 왕비의 최후            | いたましい王妃の最後(1972) |
| 제9권 | 참혹한 왕비의 최후            | 神 にめされて(1994)        |
| 외전  | 검은 옷의 백작부인            | 黒衣の伯爵夫人             |

## 에피소드 정리
| 차례   | 부제(DVD)                     | 원제                       | 본방송일자 (일본) | 본방송일자 (한국) [KBS] | 본방송일자 (한국) [EBS] |
| ------ | ----------------------------- | -------------------------- | ----------------- | ----------------------- | ----------------------- |
| 제1화  | 오스칼! 장미의 운명           | オスカル!バラの運命        | 1979년 10월 10일  | 1993년 8월 26일         | 2011년 2월 28일         |
| 제2화  | 춤추어라! 오스트리아의 나비여 | 舞え!オーストリアの蝶      | 1979년 10월 17일  | 1993년 8월 30일         | 2011년 3월 1일          |
| 제3화  | 불꽃 튀는 베르사이유          | ベルサイユに火花散る       | 1979년 10월 24일  | 1993년 8월 31일         | 2011년 3월 2일          |
| 제4화  | 장미와 술, 그리고 계략        | バラと酒とたくらみと       | 1979년 10월 31일  | 1993년 9월 1일          | 2011년 3월 7일          |
| 제5화  | 고귀함을 눈물에 담아          | 高貴さを涙にこめて         | 1979년 11월 7일   | 1993년 9월 2일          | 2011년 3월 8일          |
| 제6화  | 비단 드레스와 누더기 옷       | 絹のドレスとボロ服         | 1979년 11월 14일  | 1993년 9월 6일          | 2011년 3월 9일          |
| 제7화  | 사랑의 편지는 누가?           | 愛の手紙は誰の手で         | 1979년 11월 21일  | 1993년 9월 7일          | 2011년 3월 14일         |
| 제8화  | 내 마음의 오스칼              | 我が心のオスカル           | 1979년 11월 28일  | 1993년 9월 8일          | 2011년 3월 15일         |
| 제9화  | 태양은 지고 태양은 떠오른다   | 陽は沈み陽は昇る           | 1979년 12월 5일   | 1993년 9월 9일          | 2011년 3월 16일         |
| 제10화 | 아름다운 악마 잔느            | 美しい悪魔ジャンヌ         | 1979년 12월 12일  | 1993년 9월 13일         | 2011년 3월 21일         |
| 제11화 | 페르젠의 귀국                 | フェルゼン北国へ去る       | 1979년 12월 19일  | 1993년 9월 14일         | 2011년 3월 22일         |
| 제12화 | 결투의 아침, 오스칼은...      | 決闘の朝オスカルは…?       | 1979년 12월 26일  | 1993년 9월 15일         | 2011년 3월 23일         |
| 제13화 | 아라스의 바람이여 대답해주오  | アラスの風よ応えて…        | 1980년 1월 2일    | 1993년 9월 16일         | 2011년 3월 28일         |
| 제14화 | 천사의 비밀                   | 天使の秘密                 | 1980년 1월 9일    | 1993년 9월 20일         | 2011년 3월 29일         |
| 제15화 | 카지노의 백작부인             | カジノの伯爵夫人           | 1980년 1월 16일   | 1993년 9월 21일         | 2011년 3월 30일         |
| 제16화 | 어머니, 그분의 이름은         | 母、その人の名は…?         | 1980년 1월 23일   | 1993년 9월 22일         | 2011년 4월 4일          |
| 제17화 | 만남의 순간                   | 今めぐり逢いの時           | 1980년 1월 30일   | 1993년 9월 23일         | 2011년 4월 5일          |
| 제18화 | 갑자기 이카루스가 된 것처럼   | 突然イカルスのように       | 1980년 2월 6일    | 1993년 9월 27일         | 2011년 4월 6일          |
| 제19화 | 안녕 동생이여...              | さよなら妹よ!              | 1980년 2월 13일   | 1993년 9월 28일         | 2011년 4월 11일         |
| 제20화 | 페르젠, 이별의 윤무           | フェルゼン名残りの輪舞     | 1980년 2월 20일   | 1993년 9월 29일         | 2011년 4월 12일         |
| 제21화 | 흑장미는 밤에 핀다            | 黒ばらは夜ひらく           | 1980년 2월 27일   | 1993년 10월 4일         | 2011년 4월 13일         |
| 제22화 | 불길한 빛의 목걸이            | 首飾りは不吉な輝き         | 1980년 3월 5일    | 1993년 10월 5일         | 2011년 4월 18일         |
| 제23화 | 교활하고 강인하게!            | ずる賢くてたくましく!      | 1980년 3월 12일   | 1993년 10월 6일         | 2011년 4월 19일         |
| 제24화 | 아듀 나의 청춘이여            | アデュウ、わたしの青春     | 1980년 3월 19일   | 1993년 10월 7일         | 2011년 4월 20일         |
| 제25화 | 짝사랑의 미뉴에트             | かた恋のメヌエット         | 1980년 3월 26일   | 1993년 10월 11일        | 2011년 4월 25일         |
| 제26화 | 흑기사를 만나고 싶다          | 黒い騎士に会いたい!        | 1980년 4월 2일    | 1993년 10월 12일        | 2011년 4월 26일         |
| 제27화 | 설령 빛을 잃는다해도...       | たとえ光を失うとも         | 1980년 4월 9일    | 1993년 10월 13일        | 2011년 4월 27일         |
| 제28화 | 앙드레, 푸른 레몬             | アンドレ、青いレモン       | 1980년 4월 16일   | 1993년 10월 14일        | 2011년 5월 2일          |
| 제29화 | 걷기 시작한 인형              | 歩き始めた人形             | 1980년 4월 23일   | 1993년 10월 18일        | 2011년 5월 3일          |
| 제30화 | 너는 빛 나는 그림자           | お前は光俺は影             | 1980년 4월 30일   | 1993년 10월 19일        | 2011년 5월 4일          |
| 제31화 | 병영에 피는 라일락            | 兵営に咲くリラの花         | 1980년 5월 7일    | 1993년 10월 20일        | 2011년 5월 9일          |
| 제32화 | 폭풍의 전주곡                 | 嵐のプレリュード           | 1980년 5월 14일   | 1993년 10월 21일        | 2011년 5월 10일         |
| 제33화 | 황혼에 울리는 죽음의 종소리   | たそがれに弔鐘は鳴る       | 1980년 5월 21일   | 1993년 10월 25일        | 2011년 5월 11일         |
| 제34화 | 테니스 코트의 맹세            | 今“テニス・コートの誓い”   | 1980년 5월 28일   | 1993년 10월 26일        | 2011년 5월 16일         |
| 제35화 | 오스칼이 떠나야할 때          | オスカル、今、巣離れの時   | 1980년 6월        | 1993년 10월 27일        | 2011년 5월 17일         |
| 제36화 | 암호는 '안녕'                 | 合言葉は“サヨナラ”         | 1980년 7월        | 1993년 10월 28일        | 2011년 5월 18일         |
| 제37화 | 뜨거운 맹세의 밤              | 熱き誓いの夜に             | 1980년 7월        | 1993년 11월 1일         | 2011년 5월 23일         |
| 제38화 | 운명의 문 앞에서              | 運命の扉の前で             | 1980년 8월        | 1993년 11월 2일         | 2011년 5월 24일         |
| 제39화 | 돌아오지 않는 미소            | あの微笑はもう還らない!    | 1980년 8월        | 1993년 11월 3일         | 2011년 5월 25일         |
| 제40화 | 안녕, 내 사랑 오스칼          | さようならわが愛しのオスカ | 1980년 9월 3일    | 1993년 11월 4일         | 2011년 5월 30일         |

## 극장판 애니메이션
2022년 9월 6일에 제작이 결정되었으며, 2025년 1월 31일로 개봉되었다.

## 같이 보기
- 프랑스 대혁명
- 마리 앙투아네트